# Oțelu Roșu
Oțelu Roșu là một thị xã thuộc hạt Caraș-Severin, România. Dân số thời điểm năm 2002 là 11767 người.